# Diploma de Especialización Básica en el Entrenamiento de Porteros de Fútbol
El Diploma de Especialización Básica en el Entrenamiento de Porteros de Fútbol es una titulación de especialización para la preparación de guardametas que se obtiene en España tras la realización de los estudios federativos organizados por la Real Federación Española de Fútbol o federaciones territoriales y realizados a través de sus respectivos comités de entrenadores.

## Habilitación
Estos estudios, enmarcados en el ámbito de la educación no formal, permiten ejercer las funciones de entrenador de porteros en categorías inferiores a la Tercera División, mediante la expedición de la licencia federativa correspondiente de "Entrenador de Porteros (EP)".

## Características[3][4]

### Requisitos
Los requisitos para obtener el Diploma de Especialización Básica en el Entrenamiento de Porteros de Fútbol son los siguientes:
- Estar en posesión de uno de los siguientes diplomas:

- Diploma Básico de Entrenador de Fútbol, 
- Diploma Avanzado de Entrenador de Fútbol 
- Diploma Profesional de Entrenador de Fútbol.
- Aprobar el correspondiente curso académico.

### Plan de estudios
El curso para obtener el Diploma de Especialización Básica en el Entrenamiento de Porteros de Fútbol tiene una duración de 50 horas, de las cuales, la mitad son presenciales y la otra mitad no presenciales.

#### Área descriptiva
| Asignatura                                   | N.º Total de Horas |
| -------------------------------------------- | ------------------ |
| Características de la actuación del portero  | 1                  |
| Fundamentos técnicos-tácticos                | 4                  |
| Implicación del portero en el juego ofensivo | 1                  |
| Acciones a balón parado                      | 1                  |
| Reglamentación                               | 1                  |

#### Área metodológica
| Asignatura                           | N.º Total de Horas |
| ------------------------------------ | ------------------ |
| El entrenador de porteros            | 1                  |
| Entrenamiento en etapas de formación | 2                  |
| Entrenamiento en fútbol femenino     | 1                  |
| Planificación                        | 1                  |

#### Área práctica
| Asignatura                                  | N.º Total de Horas |
| ------------------------------------------- | ------------------ |
| Trabajo técnico-táctico de base             | 2                  |
| Juego aéreo                                 | 1                  |
| Técnica ofensiva                            | 1                  |
| Velocidad específica, velocidad de reacción | 1                  |
| Prácticas de preparación física específica  | 2                  |
| Grupos de trabajo                           | 5                  |

### Coste
El curso que da acceso al Diploma de Especialización Básica en el Entrenamiento de Porteros de Fútbol cuesta actualmente 400 euros.